# 활량나물
활량나물(학명: Lathyrus davidii)은 콩목 콩과 연리초속에 속하는 여러해살이풀로, 주로 동아시아에 널리 분포해 있다. 높이는 1m 가량 정도 자라며, 늦봄철에 새순 및 어린 줄기 등을 식용한다.